# والتر بينيت (رئيس تحرير صحيفة)
والتر بينيت (بالإنجليزية: Walter Bennett)‏ هو رئيس تحرير صحيفة أسترالي، ولد في 11 مارس 1864، وتوفي في 16 يوليو 1934.